# Meritxell Soler i Delgado
Meritxell Soler i Delgado (Sant Joan de Vilatorrada, Bages, 20 de juliol de 1992) és una atleta i odontòloga catalana.
El juny de 2022 la corredora de l'Avinent CA Manresa, que combina la seva professió com a odontòloga, amb l'atletisme d'elit, destacant com a corredora de fons en proves de 10 quilòmetres, mitja marató i marató, va guanyar el Campionat d'Espanya de Mitja Marató celebrat a la població de Paterna, amb un temps de 01:12:13.
L'octubre del 2022 va guanyar la Cursa Bombers de Barcelona, amb un temps de 33 minuts i 22 segons. Soler ja havia estat la vencedora de la Cursa de Bombers de 2021. El desembre d'aquest mateix any també va pujar al podi a la Cursa dels Nassos, amb un temps de 32'31".
El febrer del 2023 Meritxell Soler aconseguí la segona millor marca espanyola en marató i la mínima olímpica, fent un temps de 2h26:37 a la Marató de Sevilla, quedant molt a prop del rècord nacional de Marta Galimany (2h26:24) que havia aconseguit a València el desembre de 2022. Soler, que va acabar vuitena a la marató de Sevilla, va aconseguir de passada la mínima per als Jocs Olímpics de París 2024 i per als Mundials de Budapest.
El 30 d'abril de 2024 va ser seleccionada per la Reial Federació Espanyola d'Atletisme per disputar el Campionat d'Europa de mitja marató previst pel 9 de juny a Roma. Va ser una de les atletes catalanes seleccionades per participar en les olimpíades de París del 2024.

## Reconeixements
El març del 2022 fou una de les vuit dones que forem reconegudes i guardonades com a referents de l'esport femení de Manresa, en l'acte commemoratiu del Dia Internacional de les Dones celebrat a l'Auditori de la Plana de l'Om, d'aquesta població, on resideix la corredora bagenca.
El juliol de 2022 l'Ajuntament de Sant Joan de Vilatorrada, la població natal de Meritxell Soler, li va oferir una recepció institucional a la sala de plens del municipi en reconeixement dels seus èxits esportius, i concretament, per haver aconseguit guanyar el campionat d'Espanya de mitja marató, amb l'entrega d'una placa commemorativa.